# Tommaso Plantageneto, I duca di Clarence
Tommaso di Lancaster (Londra, 1388 – Baugé, 22 marzo 1421) fu un principe inglese, primo duca di Clarence e primo conte di Aumale.

## Biografia
Era il secondo figlio del re Enrico IV d'Inghilterra e Maria di Bohun.
Sposò nel novembre o dicembre del 1411 Margaret Holland, che era figlia di Thomas Holland, II conte di Kent, e vedova di John Beaufort. Non ebbero figli ma Tommaso fu patrigno dei sei nati dal precedente matrimonio della moglie. Egli ebbe comunque un figlio naturale, Sir John Clarence, chiamato "Bastardo di Clarence" che combatté a fianco del padre in Francia.
Accanto al fratello Enrico V d'Inghilterra, succeduto a loro padre nel 1413 ed impegnato nella guerra contro la Francia, prese parte all'Assedio di Rouen (luglio 1418 - 19 gennaio 1419), dove comandò le forze assedianti, e alla Battaglia di Baugé nel 
1421, durante la quale venne ucciso forse da Jean de la Croise. Suo figlio John riportò i resti del padre da Baugé a Canterbury, dove venne sepolto.

## Titoli
- Primo duca di Clarence;
- primo conte di Aumale;
- cavaliere dell'Ordine del Bagno;
- cavaliere dell'Ordine della Giarrettiera;
- Lord High Steward d'Inghilterra;
- Governatore d'Irlanda;
- Lieutenant-general dell'esercito in Francia e Normandia.

## Ascendenza
|                                            |                  |                                          | Genitori                                    |  |  | Nonni |  |  | Bisnonni                  |  |  | Trisnonni                |  |
|                                            |                  |                                          |                                             |  |  |       |  |  | Edoardo III d'Inghilterra |  |  | Edoardo II d'Inghilterra |  |
|                                            |                  |                                          |                                             |  |  |       |  |  | Edoardo III d'Inghilterra |  |  | Edoardo II d'Inghilterra |  |
|                                            |                  | Isabella di Francia                      |                                             |  |  |       |  |  | Edoardo III d'Inghilterra |  |  |                          |  |
| Giovanni Plantageneto, I duca di Lancaster |                  |                                          |                                             |  |  |       |  |  | Edoardo III d'Inghilterra |  |  |                          |  |
|                                            |                  | Filippa di Hainaut                       | Guglielmo I di Hainaut                      |  |  |       |  |  |                           |  |  |                          |  |
|                                            |                  | Filippa di Hainaut                       | Guglielmo I di Hainaut                      |  |  |       |  |  |                           |  |  |                          |  |
|                                            |                  | Filippa di Hainaut                       | Giovanna di Valois                          |  |  |       |  |  |                           |  |  |                          |  |
| Enrico IV d'Inghilterra                    |                  | Filippa di Hainaut                       |                                             |  |  |       |  |  |                           |  |  |                          |  |
|                                            |                  | Enrico Plantageneto, I duca di Lancaster | Enrico Plantageneto, III conte di Lancaster |  |  |       |  |  |                           |  |  |                          |  |
|                                            |                  | Enrico Plantageneto, I duca di Lancaster | Enrico Plantageneto, III conte di Lancaster |  |  |       |  |  |                           |  |  |                          |  |
|                                            |                  | Enrico Plantageneto, I duca di Lancaster | Maud Chaworth                               |  |  |       |  |  |                           |  |  |                          |  |
| Bianca di Lancaster                        |                  | Enrico Plantageneto, I duca di Lancaster |                                             |  |  |       |  |  |                           |  |  |                          |  |
|                                            |                  | Isabella di Beaumont                     | Enrico di Beaumont                          |  |  |       |  |  |                           |  |  |                          |  |
|                                            |                  | Isabella di Beaumont                     | Enrico di Beaumont                          |  |  |       |  |  |                           |  |  |                          |  |
|                                            |                  | Isabella di Beaumont                     | Alice Comyn                                 |  |  |       |  |  |                           |  |  |                          |  |
| Tommaso di Lancaster                       |                  | Isabella di Beaumont                     |                                             |  |  |       |  |  |                           |  |  |                          |  |
|                                            | William di Bohun | Humphrey de Bohun, IV conte di Hereford  |                                             |  |  |       |  |  |                           |  |  |                          |  |
|                                            | William di Bohun | Humphrey de Bohun, IV conte di Hereford  |                                             |  |  |       |  |  |                           |  |  |                          |  |
|                                            | William di Bohun | Elisabetta di Rhuddlan                   |                                             |  |  |       |  |  |                           |  |  |                          |  |
| Humphrey di Bohun                          | William di Bohun |                                          |                                             |  |  |       |  |  |                           |  |  |                          |  |
|                                            |                  | Elisabetta di Badlesmere                 | Bartholomew de Badlesmere                   |  |  |       |  |  |                           |  |  |                          |  |
|                                            |                  | Elisabetta di Badlesmere                 | Bartholomew de Badlesmere                   |  |  |       |  |  |                           |  |  |                          |  |
|                                            |                  | Elisabetta di Badlesmere                 | Margherita de Clare                         |  |  |       |  |  |                           |  |  |                          |  |
| Maria di Bohun                             |                  | Elisabetta di Badlesmere                 |                                             |  |  |       |  |  |                           |  |  |                          |  |
|                                            |                  | Richard FitzAlan                         | Edmund FitzAlan                             |  |  |       |  |  |                           |  |  |                          |  |
|                                            |                  | Richard FitzAlan                         | Edmund FitzAlan                             |  |  |       |  |  |                           |  |  |                          |  |
|                                            |                  | Richard FitzAlan                         | Alice de Warenne                            |  |  |       |  |  |                           |  |  |                          |  |
| Joan FitzAlan                              |                  | Richard FitzAlan                         |                                             |  |  |       |  |  |                           |  |  |                          |  |
|                                            |                  | Eleonora di Lancaster                    | Enrico Plantageneto, III conte di Lancaster |  |  |       |  |  |                           |  |  |                          |  |
|                                            |                  | Eleonora di Lancaster                    | Enrico Plantageneto, III conte di Lancaster |  |  |       |  |  |                           |  |  |                          |  |
|                                            |                  | Eleonora di Lancaster                    | Maud Chaworth                               |  |  |       |  |  |                           |  |  |                          |  |
|                                            |                  | Eleonora di Lancaster                    |                                             |  |  |       |  |  |                           |  |  |                          |  |